# Benjamin Gotthold Siewert
Benjamin Gotthold Siewert (* 14. Oktober 1743 in Danzig; † 13. Januar 1811 ebenda) war ein deutscher Kapellmeister und Komponist.

## Leben
Benjamin Gotthold Siewert wurde als Sohn des Glöckners der Bartholomäuskirche, Jakob Siewert geboren. Er erlernte zunächst den Beruf des Kaufmanns, beschäftigte sich aber als Schüler des Kapellmeisters Johann Balthasar Christian Freislich und Liebhaber auch schon frühzeitig mit Musik. 1767 ist er als Sänger an der Johanneskirche nachweisbar. Die preußischen Handelssperren nach der ersten Teilung Polens 1772 führten dazu, dass er das Kaufmannsgewerbe aufgeben musste. Er wurde zunächst in dem Dorf Güttland Lehrer und Organist. Da er sich dort durch einige Kompositionen einen Namen machte, wurde er am 20. Januar 1782 als Nachfolger des im Dezember 1781 verstorbenen Georg Simon Löhlein zum Kapellmeister der Danziger Marienkirche berufen. Dieses Amt hatte er bis zu seinem Tod inne. Während seiner Amtszeit vollzog sich der Übergang der Musikpflege ins Bürgertum, was dazu führte, dass das Amt nach seinem Tod nicht mehr besetzt und die Kapelle der Marienkirche aufgelöst wurde.
Sein Sohn Friedrich Gotthold Siewert (1773–1846) war später Senator (1807–1813) und (stellvertretender) Bürgermeister (1836–1842) von Danzig.

## Werke
- Kantaten:
  - Dir aller Welten Herrscher (1765); RISM ID: 302000508
  - Christus ist des Gesetzes Ende (1765); RISM ID: 302000506
  - Treulich will ich Gott bitten (1765); RISM ID: 302000505
  - Den die Engel droben mit Gesange loben (1766); RISM ID: 302000504
  - Gelobet sei der Herr der Gott Israel (1767); RISM ID: 302000503
  - Hört Israel hat dennoch Gott zum Trost (1774); RISM ID: 302000502
  - Du bist ein Mensch das weißt du wohl; RISM ID: 302000507
- Messen
- Gesänge zum Vergnügen beym Clavier zu Singen, mehrenteils im Volkston; 2 Bände 1783/84